# 76
| 76                 |
| ------------------ |
| Dødsfald - Fødsler |
|                    |

| Gregoriansk kalender | 76 LXXVI                |
| Ab urbe condita      | 829                     |
| Armensk kalender     | I/T                     |
| Kinesiske kalender   | 2772 – 2773 乙亥 – 丙子 |
| Etiopisk kalender    | 68 – 69                 |
| Jødisk kalender      | 3836 – 3837             |
| Hindukalendere       |                         |
| - Vikram Samvat      | 131 – 132               |
| - Shaka Samvat       | N/A                     |
| - Kali Yuga          | 3177 – 3178             |
| Iransk kalender      | 546 BP – 545 BP         |
| Islamisk kalender    | 563 BH – 562 BH         |

Se også 76 (tal)

## Født
- Hadrian – romerske kejser

## Sport
- Wikimedia Commons har flere filer relateret til 76

| År | Spire Denne artikel om et år, årti, århundrede eller årtusinde er en spire som bør udbygges. Du er velkommen til at hjælpe Wikipedia ved at udvide den. |